# 江口光清
江口 光清（えぐち あききよ）は、安土桃山時代の出羽国（山形県）の武将。最上氏の家臣。出自は不詳であるが、文禄年間から最上義光の側近として京都付近での活動が見られる。名は道連（みちつら）とも伝わる。

## 畑谷城防衛戦
1600年（慶長5年）に勃発した「奥羽の関ヶ原の戦い」ともいわれる慶長出羽合戦で、光清は畑谷城に配置されていた。
西軍・上杉景勝の将・直江兼続が東軍の最上義光を攻めた際、畑谷城も攻撃を受けた。義光は、犠牲を最低限に抑え山形城に兵力を集中させるため、使者を出し畑谷城を明け逃げ（退却）するように命令した。しかし光清は「敵を目前にして城を捨てたとなっては、武士たるもの末代の名折」と言い聞き入れなかった。
畑谷城を包囲した直江兼続は降伏勧告を行うも、光清はこれも無視し、兵士300人と共に上杉軍相手に激しく抗戦し、城兵はすべて討たれた。おそらくは周囲の住民も含めてと思われるが、直江兼続は「撫で斬りを命じて首500余りを挙げた」と書状に残している。
光清は徹底抗戦を決意するに至った時点で、一族の子女を密かに城外に逃がした。城から出た子女らは、畑谷から小滝街道沿いに逃げ延び、各地に匿われた。現在の上山市狸森地区・小白府地区・南陽市小滝地区にかけて、その子孫が現存している。

## 文化人として
最上義光は連歌に優れた才を持っており、その家臣団にも文学を奨励したという。光清は義光の連歌会に何度も連座しており、名護屋滞陣中の義光に発句を請う使者を勤めたこともある。以下に二句ほど紹介する。
- 一群の竹の林の暮れわたり 光清
  - やどり求めて鳥や鳴くらん 浅井了意
- 花の色も暮るるを惜しむまりの庭 里村紹巴
  - 霞めるままにすだれをぞ巻く 光清

これは、文禄2年（1593年）6月13日の百韻連歌の一部である。主君の義光と供に連歌の席に連座した家臣は、他にもいたが、数十回にわたる者は他に堀喜吽のみである。